# Autobahnmeisterei Oelde
Die Autobahnmeisterei Oelde (Böckenfördeweg 24, 59302 Oelde) ist eine Straßenmeisterei an der BAB 2 nahe der Stadt Oelde in Nordrhein-Westfalen.

## Geschichte
Die Autobahnmeisterei wurde bereits am 29. September 1938 eröffnet. Bei der Planung wurde im Rahmen der Heimatschutzarchitektur großer Wert auf eine stilistische Einbindung an die landestypische Bauweise gelegt. So gehörte die damalige Reichsautobahn zu den deutschen Kulturgütern, das auch auf ihre Nebenbetriebe ausstrahlte. Neben den rein formalen Kriterien für die Gestaltung des Betriebshofes wurde auch auf handwerklich hochwertige Ausführung des Baus und die regionaltypische Auswahl der Baumaterialien geachtet: Die Autobahnmeisterei wurde in Form eines landwirtschaftlichen Gehöftes in Backsteinbauweise errichtet.
Für den Autobahnabschnitt Kamen–Gütersloh wurden zwei Standorte geplant, einer in Kamen, der andere in Beckum. Letzterer wurde jedoch wieder aufgegeben, weil die landschaftliche Lage nicht den Anforderungen genügte; in Oelde waren diese Voraussetzungen jedoch gegeben. Nach Fertigstellung der technischen Betriebsstätten folgten zwischen 1939 und 1940 noch das Betriebsgebäude mit den Büros, einem Wohngebäude sowie die Gerätehalle. 1942 wurde dann noch das Streusplitt-Hochsilo gebaut. Nach 1968 wurden weitere Gebäude auf dem Betriebsgelände gebaut, um den steigenden Anforderungen mit zunehmendem Verkehr gerecht zu werden.
Das Gelände steht als Gebäudekomplex unter Denkmalschutz und gilt als bedeutendes und im Bereich Westfalen-Lippe einmaliges architekturgeschichtliches Zeugnis des Nationalsozialismus.
Zu der Autobahnmeisterei gehört ein noch funktionsfähiger Luftschutzraum sowie ein kleines Museum. Ein zeitgenössisches Wandgemälde wurde wieder freigelegt.